# Anna Hahn
Anna Hahn (ur. 21 czerwca 1976 w Rydze) – amerykańska szachistka pochodzenia łotewskiego, mistrzyni międzynarodowa od 1995 roku. Do 2000 r. występowała jako Anna Khan.

## Kariera szachowa
W 1992 zdobyła tytuł mistrzyni Łotwy, następnie wyemigrowała do Stanów Zjednoczonych. W 1993 podzieliła II miejsce na mistrzostwach świata juniorek do lat 18. W 2000 wystąpiła w narodowej drużynie na szachowej olimpiadzie w Stambule, zdobywając na II szachownicy 6½ pkt w 12 partiach. W tym samym roku wzięła udział w mistrzostwach świata systemem pucharowym w Nowym Delhi, awansując do II rundy (w której uległa Xu Yuhua). W 2003 osiągnęła największy sukces w karierze, zdobywając w Seattle złoty medal indywidualnych mistrzostw Stanów Zjednoczonych. W 2004 po raz drugi wystąpiła na mistrzostwach świata, rozegranych w Eliście, ale w I rundzie przegrała z Pią Cramling i odpadła z dalszej rywalizacji.
Najwyższy ranking w karierze osiągnęła 1 stycznia 2000, z wynikiem 2265 punktów zajmowała wówczas 5. miejsce wśród amerykańskich szachistek.
W 2005 była członkiem zarządu Stowarzyszenia Szachowych Zawodowców.